# Cruranthura furneauxi
Cruranthura furneauxi is een pissebed uit de familie Paranthuridae. De wetenschappelijke naam van de soort is voor het eerst geldig gepubliceerd in 1981 door Poore.